# Georgi Dimitrov (football, 1959)
Pour les articles homonymes, voir Dimitrov et Georgi Dimitrov (homonymie).
Georgi Georgiev Dimitrov (en bulgare : Георги Георгиeв Димитров), né le 14 janvier 1959 à Gledachevo près de Stara Zagora et mort à Panagyurichté le 8 mai 2021, est un footballeur bulgare qui évolua notamment sous les couleurs de l'Association sportive de Saint-Étienne dans les années 1980. 

## Biographie
Né le 14 janvier 1959 à Gledachevo dans l'oblast de Stara Zagora (Bulgarie), il fut un excellent défenseur central, 77 fois international bulgare et auteur de 6 buts en sélection. En deux saisons chez les Verts, où il signa en 1986 après une excellente Coupe du monde au Mexique, il marqua 3 buts (ce qui est peu fréquent à son poste), dont le premier but de l'ASSE à domicile lors de la saison 1986-87. Joueur sans fioritures mais efficace, il fit parler de lui aussi bien sur le terrain qu'en dehors. Son départ de Saint-Étienne à la fin de la saison 1987-88 n'est pas étranger à la présence cyclique de son nom sur les mains courantes des commissariats de police de la ville pour de nombreuses implications dans des bagarres en boîtes de nuit[réf. nécessaire].
Georgi Dimitrov meurt des suites d'une longue maladie à l'hôpital de Panagyurichté le 8 mai 2021, à l'âge de 62 ans.

## Carrière
- 1976-1977 : PFK Beroe Stara Zagora  Bulgarie
- 1977-1986 : CSKA/Sredets Sofia  Bulgarie
- 1986-1988 : AS Saint-Étienne  France
- 1988-1989 : CSKA Sofia  Bulgarie
- 1989-1990 : Slavia Sofia  Bulgarie

## Palmarès
- 77 sélections et 6 buts avec l'équipe de Bulgarie entre 1978 et 1987.
- Joueur Bulgare de l'année en 1985.
- Champion de Bulgarie en 1980, 1981, 1982 et 1983.
- Coupe de Bulgarie en 1981, 1983 et 1985.